# 드레이크 벨
드레이크 벨(Drake Bell, 1986년 6월 27일 ~)은 미국의 가수, 배우, 코미디언, 작사·작곡가, TV 작가이다. 드레이크는 《아만다 쇼》와 《드레이크와 조쉬》에서 함께 출연한 친구 조쉬 펙과 자주 연상된다. 1990년대에 아역 배우로 출연하고 나서 《아만다 쇼》에 출연했고, 《드레이크와 조쉬》로 유명세를 타게 되었다. 연기를 하며 그는 가수, 작사작곡가로도 활동했으며 《드레이크와 조쉬》의 주제곡인 〈Found a Way〉도 자신이 쓰고 부른 것이다. 2005년 그는 첫 앨범 〈텔레그래프〉를 발표한다. 두 번째 앨범 〈It's Only Time〉는 2006년, Universal/Motown과 함께 노래부른 뒤 발표되었다. 세 번째 앨범은 2009년에 발표될것으로 보이지만 아직까지는 불명확하다. 드레이크 벨은 샌디에이고 파드리스팀의 투수 히스 벨의 사촌이다.